# Antídot (pintor)
Antídot (en llatí Antidotus, en grec antic Ἀντίδοτος), fou un pintor encàustic grec deixeble de Eufranor d'Atenes i mestre de l'atenenc Nícies.
Les seves obres estaven molt ben executades i els colors eren durs. Va florir cap a l'any 336 aC, segons diu Plini el Vell a la Naturalis Historia.